# 金鵄勳章
金鵄勳章是大日本帝國對陸軍、海軍軍人、軍屬所授與的一種勳章。「金鵄」的名稱由來，是根據日本神話傳說中，神武天皇東征時，神武天皇的弓停了一隻金鵄，迷惑了長髓彥軍。

## 概要

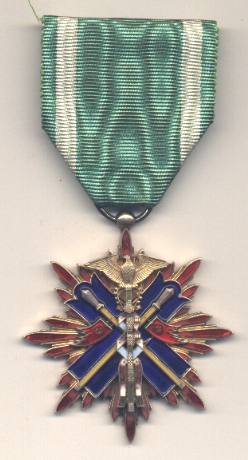
功四級金鵄勳章

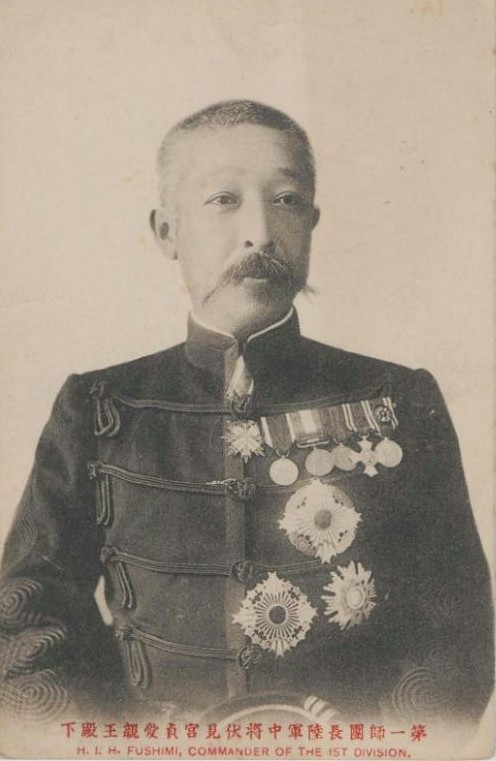
胸口佩戴著金鵄勳章（功三級）伏見宮貞愛親王

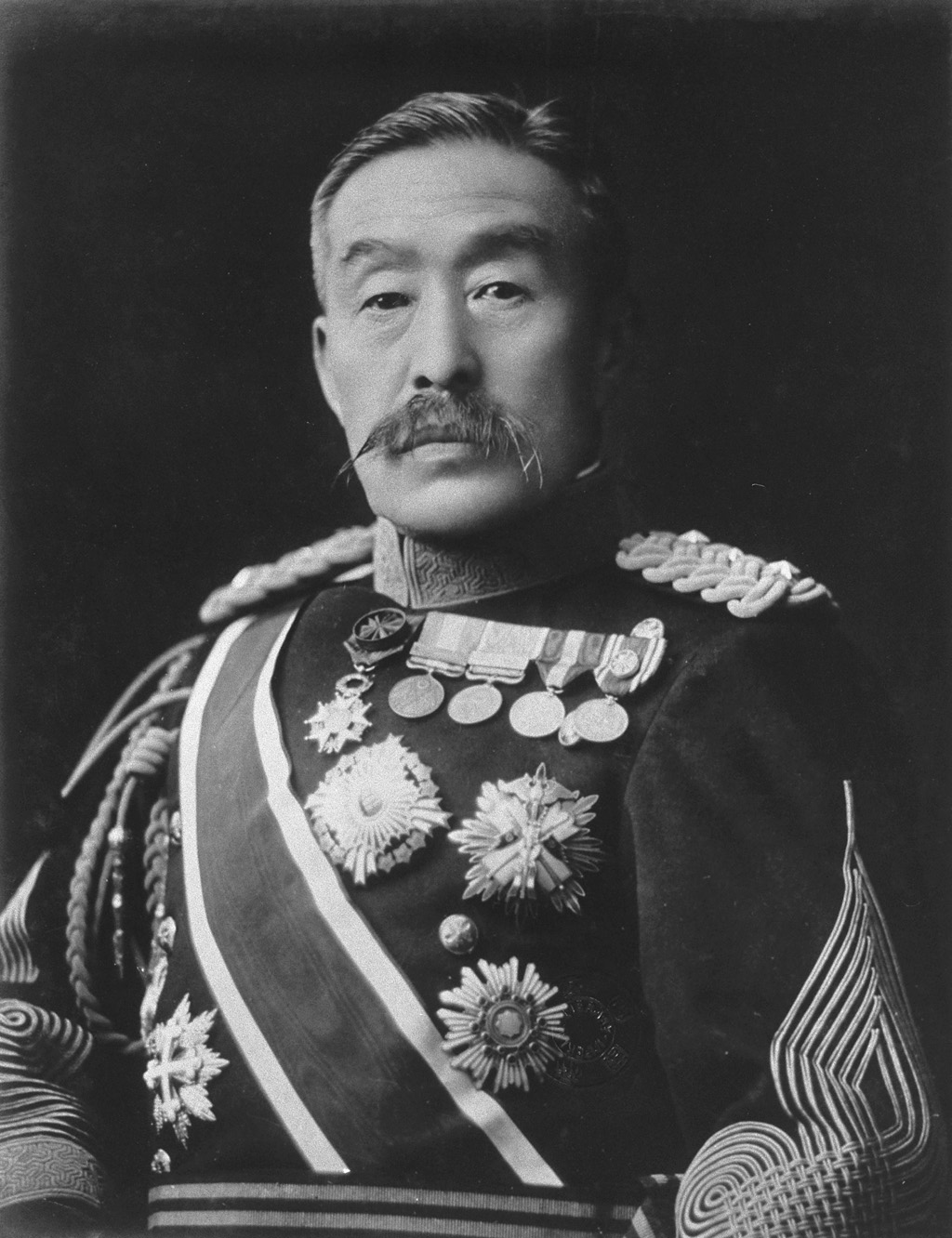
右胸口佩帶著勳一等旭日桐花大綬章及金鵄勳章（功一級副章）元帥陸軍大將川村景明

金鵄勳章於1890年2月11日（紀元節）制定。
金鵄勳章分為7個等級，「功一級」向下至「功七級」以功級表示的勳章。位階與瑞寶章或其他勳章授與工作取得一定年資為條件的公務員（當時為官吏）或民間人士不同，金鵄勳章只授與有戰功的軍人，大將與皇族軍人若沒有戰功也不會被授與。（即使以將軍與提督的身分獲得旭日章或瑞寶章等勳一等或勳二等的受勳，對金鵄章而言可能只是功五級或功四級的軍人而已。）
另外，功一級至功七級的受章者有900日圓至65日圓的年金給付。昭和初期，當時的二等兵的月薪只有8日圓80錢，因此算是相當高額。由於此年金為終身年金，隨著戰爭擴大也擴大了受章者數量，使國庫負擔急促增加。因此1940年改以發行公債的方式支付，但是因為日本戰敗使得該公債變成一元不值。另外，昭和15年最後因為戰爭激烈，中止授與生還者制度，變成只授與取得戰功的陣亡者。因此前線部隊對於功勳彪炳都會以「金鵄勳章的約定」給予軍刀與感謝狀、紀念品等，陸軍方面也有制定相對應的武功勳章。
太平洋戰爭中，日本戰敗。根據駐日盟軍總司令的指示，昭和22年（1947年）5月3日依據「昭和22年政令第四號」公告廢止。
在戰前的日本是個重視階級的社會，列出勳章的等級是常見的事情。金鵄勳章也不例外會被表示出來，表示順序為：1.職務、2.階級、3.位階、4.勳等、5.功級、6.爵位、7.學位以及姓名。
- 例如：「內閣總理大臣陸軍大將正一位大勳位功一級公爵山本權兵衛」。
- 例如：「攝政皇族大勳位功一級法學博士常陸宮正仁親王」

### 功級
金鵄勳章都會跟著表示軍人功績的等級。與位階勳等的榮典並列為天皇授與的榮譽之一。各級正式名稱就像「功一級金鵄勳章」一樣以【等級 + 金鵄勳章】的形式稱呼。功二級以下的金鵄勳章不設副章。
1. 功一級:針對天皇直屬部隊將官（主要為大將、中將）的司令官特別審議之後授與。大綬由左肩垂掛至右腋下，副章佩戴於左肋。
2. 功二級:某個有功勞的將官，是佐官最高位的功級。正章（即功一級金鵄勳章之佩星）佩戴於右肋。
3. 功三級:將官初敘的功績。某個有功勞的佐官。是尉官最高位的功級。頸綬。
4. 功四級:佐官初敘的功績。有功勞的尉官。准士官、下士官的最高位的功級。加結襟綬，佩戴於左胸。
5. 功五級:尉官初敘的功績。准士官、下士官中功勞比較重的功級。兵的最高位的功級。襟綬，佩戴於左胸。
6. 功六級:准士官、下士官初敘的功績。有功勞的兵的功級。襟綬，佩戴於左胸。
7. 功七級:兵初敘的功績。襟綬，佩戴於左胸。

## 金鵄勳受章者數(概約)
- 甲午戰爭：約2000人
- 日俄戰爭：約10萬9600人
- 第一次世界大戰：約3000人
- 九一八事變：約9000人
- 中日戰爭（1937-1941）：約19萬人
- 大東亞戰爭：約62萬人

### 功一級金鵄勳章受章者（爵位、階級為最高階表示）[1]

#### 陸軍軍人

##### 日俄戰爭有功
- 奧保鞏：元帥陸軍大將伯爵；1906年4月1日
- 大山巖：元帥陸軍大將公爵；1906年4月1日
- 川村景明：元帥陸軍大將子爵；1906年4月1日
- 黑木為楨：陸軍大將伯爵；1906年4月1日
- 兒玉源太郎：陸軍大將伯爵；1906年4月1日
- 寺内正毅：元帥陸軍大將伯爵：1906年4月1日
- 西寬二郎：陸軍大將子爵；1906年4月1日
- 野津道貫：元帥陸軍大將侯爵；1906年4月1日
- 乃木希典：陸軍大將伯爵；1906年4月1日
- 長谷川好道：元帥陸軍大將伯爵；1906年4月1日
- 山縣有朋：元帥陸軍大將公爵；1906年4月1日

##### 第一次世界大戰有功
- 大井成元：陸軍大將男爵；1920年11月1日
- 大谷喜久藏：陸軍大將男爵；1920年11月1日
- 神尾光臣：陸軍大將男爵；1920年11月1日

##### 九一八事變有功
- 本庄繁：陸軍大將男爵；1933年7月28日
- 武藤信義：元帥陸軍大將男爵；1933年7月28日

##### 中日戰爭有功
- 岡村寧次：陸軍大將；1942年3月21日
- 寺内壽一：元帥陸軍大將伯爵；1942年3月21日
- 畑俊六：元帥陸軍大將；1942年3月21日
- 朝香宮鳩彦王：陸軍大將；1942年4月4日
- 閑院宮載仁親王：元帥陸軍大將；1942年4月4日
- 西尾壽造：陸軍大將；1942年4月4日
- 東久邇宮稔彦王：陸軍大將；1942年4月4日
- 松井石根：陸軍大將；1942年4月4日
- 杉山元：元帥陸軍大將；1942年4月13日
- 塚田攻：陸軍大將；1943年1月17日

##### 大東亞戰爭（太平洋戰爭）有功
- 木下勇：陸軍中將；1945年7月10日

#### 海軍軍人

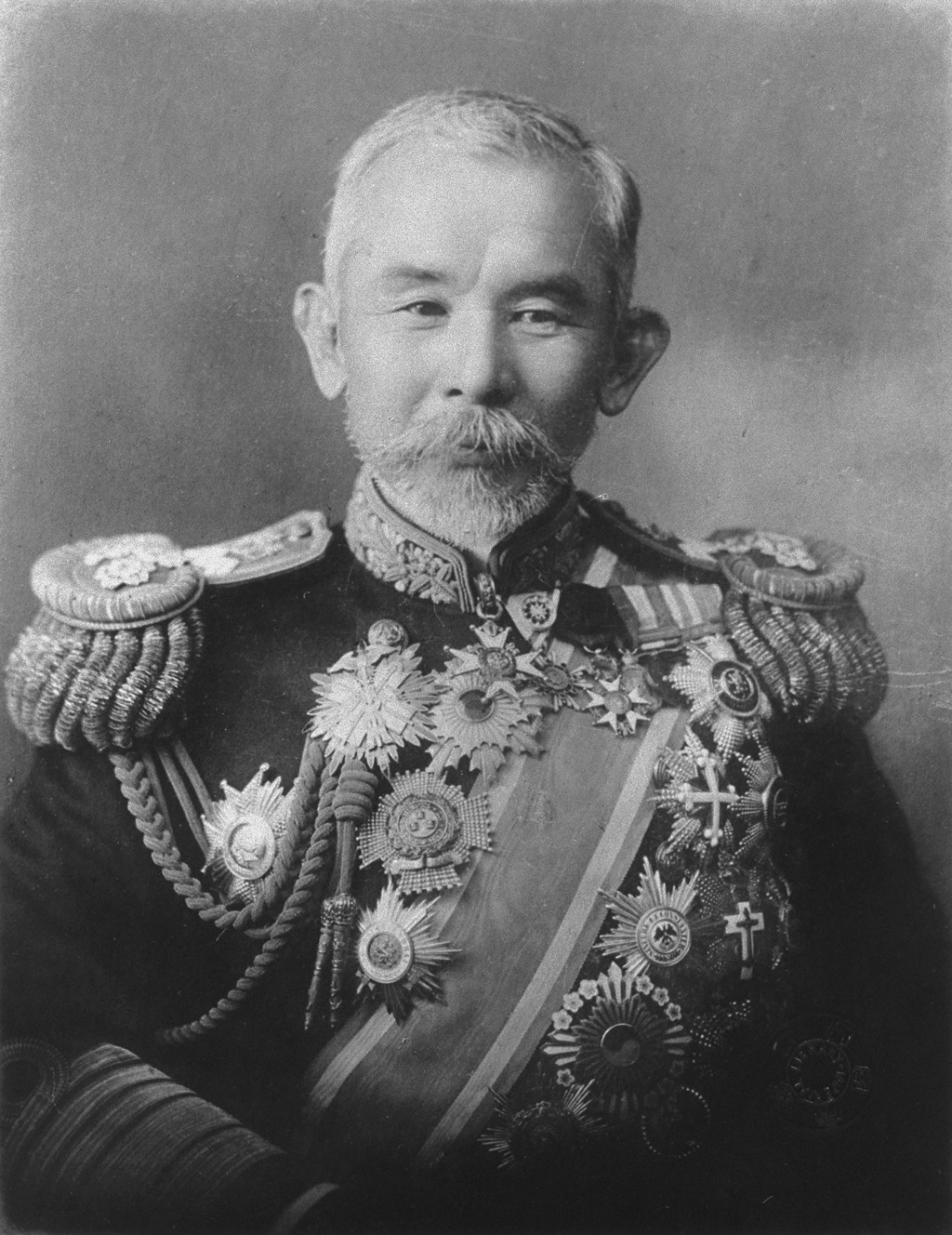
伊集院五郎

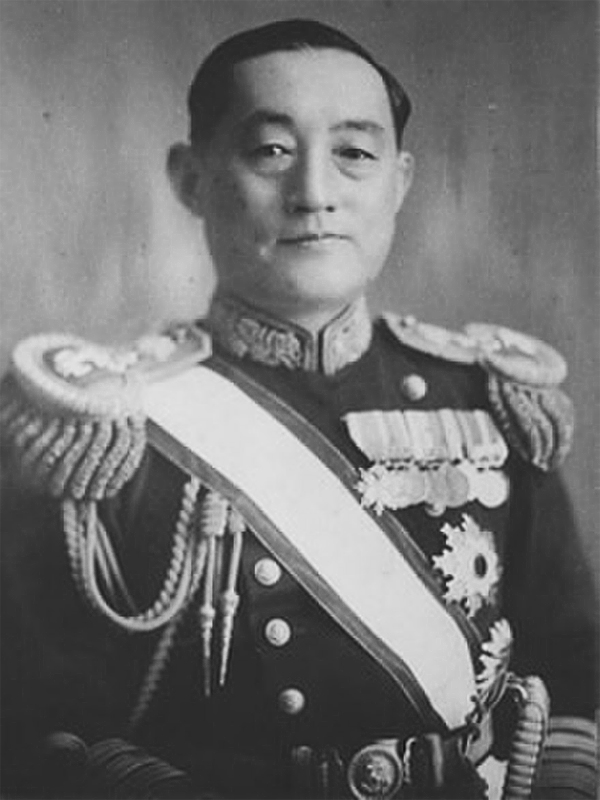
米內光政

##### 日俄戰爭有功
- 伊集院五郎：元帥海軍大將男爵；1906年4月1日
- 伊東祐亨：元帥海軍大將伯爵；1906年4月1日
- 片岡七郎：海軍大將男爵；1906年4月1日
- 上村彦之丞：海軍大將男爵；1906年4月1日
- 東鄉平八郎：元帥海軍大將侯爵；1906年4月1日
- 山本權兵衛：海軍大將伯爵；1906年4月1日

##### 中日戰爭有功
- 及川古志郎：海軍大將；1942年4月4日
- 長谷川清：海軍大將；1942年4月4日
- 伏見宮博恭王：元帥海軍大將；1942年4月4日
- 米内光政：海軍大將；1942年4月4日

##### 大東亞戰爭（太平洋戰爭）有功
- 山口多聞：海軍中將；1942年6月5日
- 山本五十六：元帥海軍大將；1943年4月18日
- 古賀峯一：元帥海軍大將；1944年5月5日
- 南雲忠一：海軍大將；1944年7月8日
- 有馬正文：海軍中將；1944年10月15日

※陸海軍少將沒有授與功一級的前例，但山口多聞、有馬正文兩位少將（逝世後晉升中將）為授與的特例。

## 後期的金鵄勳章復權運動
1963年生還者敘勳制度重新開始，菊花章、旭日章、瑞寶章、寶冠章都恢復了，但禁止於公共場所配戴已廢止的金鵄勳章。「金鵄聯盟」以恢復金鵄勳章敘勳者的名譽與年金為訴求展開活動。1985年招集國會議員召開「有關舊勳章名譽回復座談會」，也對當時的首相中曾根康弘做出相同請求。但是隨著敘勳者的高齡化，近年活動已漸漸式微。

## 關連項目
- 榮典-勳等 (日本)-勳章 (日本)
- 貴族-華族

## 外部連結
- （日語）金鵄勲章
- （日語）旧・金鵄勲章受章者一覧